# Targasonne
Ne doit pas être confondu avec Carcassonne.
Targasonne (anciennement : Targassonne , en catalan Targasona) est une commune française située en Cerdagne, dans le sud-ouest du département des Pyrénées-Orientales en région Occitanie. Sur le plan historique et culturel, la commune est dans la Cerdagne, une haute plaine à une altitude moyenne de 1 200 m d'altitude, qui s'étend d'est en ouest sur une quarantaine de kilomètres entre Mont-Louis et Bourg-Madame.
Exposée à un climat de montagne, elle est drainée par le Rec de l'Estahuja, le Rec del Tudo, le Riu de Targasona. Incluse dans le parc naturel régional des Pyrénées catalanes, la commune possède un patrimoine naturel remarquable : un site Natura 2000 (« Capcir, Carlit et Campcardos ») et trois zones naturelles d'intérêt écologique, faunistique et floristique.
Targasonne est une commune rurale qui compte 194 habitants en 2022, après avoir connu une forte hausse de la population depuis 1975. Ses habitants sont appelés les Targasonnais ou  Targasonnaises.

## Géographie

### Localisation
La commune de Targasonne se trouve dans le département des Pyrénées-Orientales, en région Occitanie.
Elle se situe à 77 km à vol d'oiseau de Perpignan, préfecture du département, et à 37 km de Prades, sous-préfecture.
Les communes les plus proches sont : 
Égat (1,6 km), Font-Romeu-Odeillo-Via (3,0 km), Estavar (3,2 km), Angoustrine-Villeneuve-des-Escaldes (4,4 km), Dorres (5,1 km), Saillagouse (5,6 km), Ur (6,4 km), Bolquère (6,6 km).
Sur le plan historique et culturel, Targasonne fait partie de la région de la Cerdagne, une haute plaine à une altitude moyenne de 1 200 m d'altitude, qui s'étend d'est en ouest sur une quarantaine de kilomètres entre Mont-Louis et Bourg-Madame.

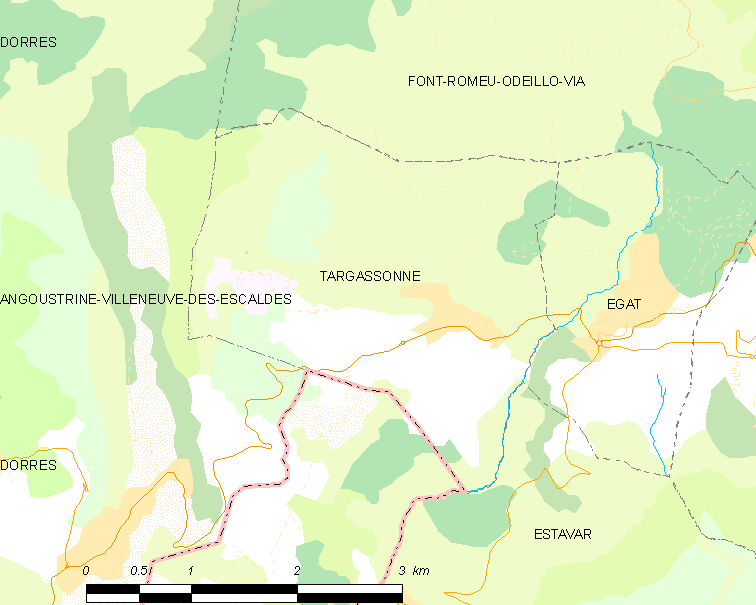
Situation de la commune.

|                                     | Font-Romeu-Odeillo-Via     |         |
| Angoustrine-Villeneuve-des-Escaldes | Targasonne                 | Égat    |
|                                     | Llívia (enclave d'Espagne) | Estavar |

| commune    | surface | % du Dép | Code INSEE |
| ---------- | ------- | -------- | ---------- |
| Targasonne | 211Ha   | 4 %      | 66202      |

### Géologie et relief
Les granites dans le département sont présents dans les hauts massifs du Madres et du Puig Pedros, en Cerdagne, dans le Canigou et les Albères, mais aussi dans le Fenouillèdes.
On y trouve des formations d'un paysage reconnaissable, avec l'érosion de roche sous la forme de chaos (rochers arrondis), dont le chaos de Targasonne fait partie. Le chaos de Targasonne est un héritage glaciaire et périglaciaire de l’Holocène. Il comprend d'énormes blocs granitiques (le granite est composé de feldspath, mica noir et quartz).
Le chaos de Targasonne est un site connu en France pour sa pratique de l’escalade de bloc en montagne. Il se trouve entre Puigcerdà et Font-Romeu à 1 500 m d’altitude.

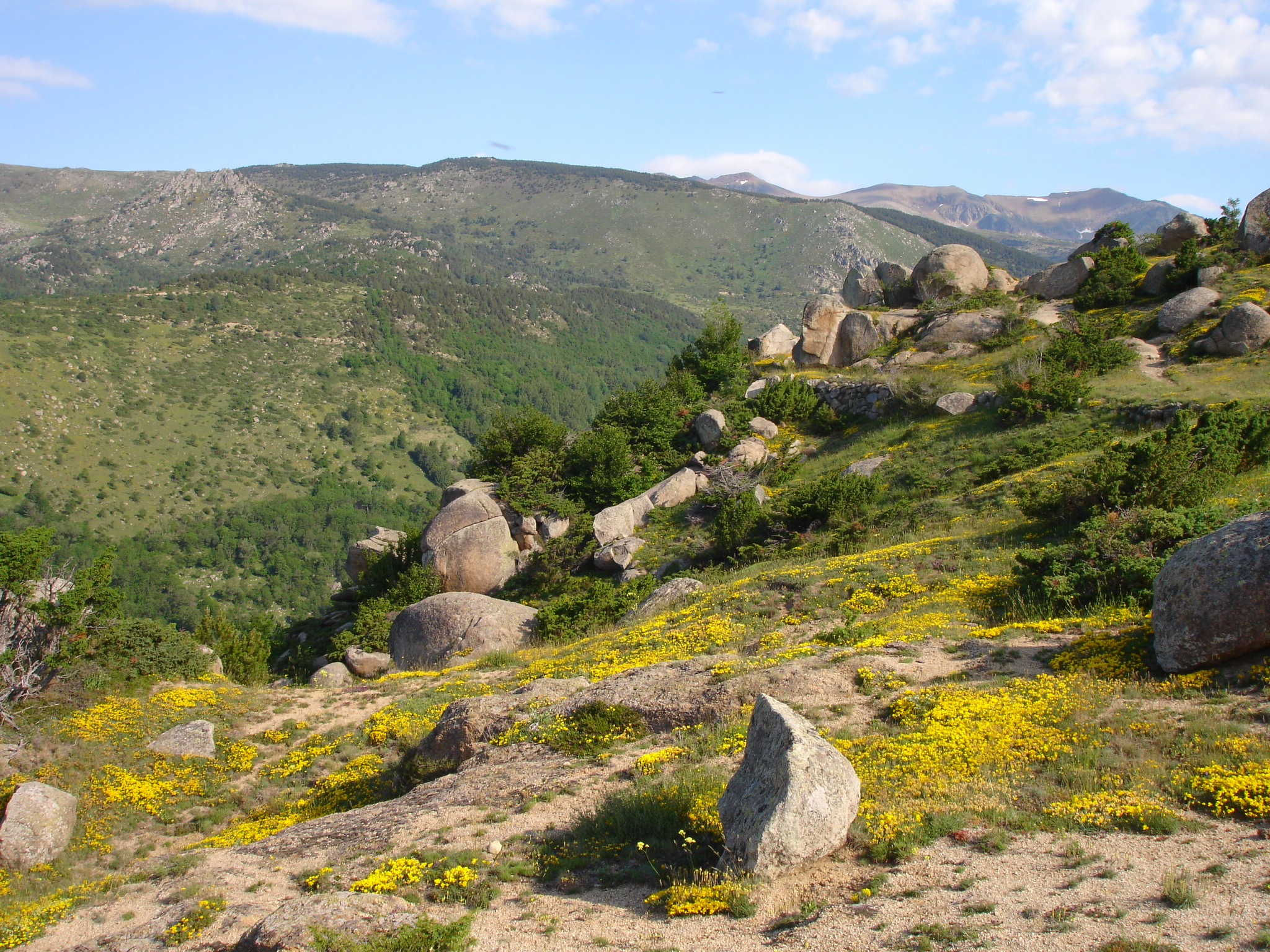
Le chaos de Targasonne.

### Hydrographie
Les ruisseaux du Rec d'Egat et du Rec de Ribals traversent Targasonne du nord-est vers le sud-ouest

### Milieux naturels et biodiversité

#### Espaces protégés
La protection réglementaire est le mode d’intervention le plus fort pour préserver des espaces naturels remarquables et leur biodiversité associée,.
Un  espace protégé est présent sur la commune avec le parc naturel régional des Pyrénées catalanes, créé en 2004 et d'une superficie de 139 062 ha, qui s'étend sur 66 communes du département. Ce territoire s'étage des fonds maraîchers et fruitiers des vallées de basse altitude aux plus hauts sommets des Pyrénées-Orientales en passant par les grands massifs de garrigue et de forêt méditerranéenne,.

#### Réseau Natura 2000

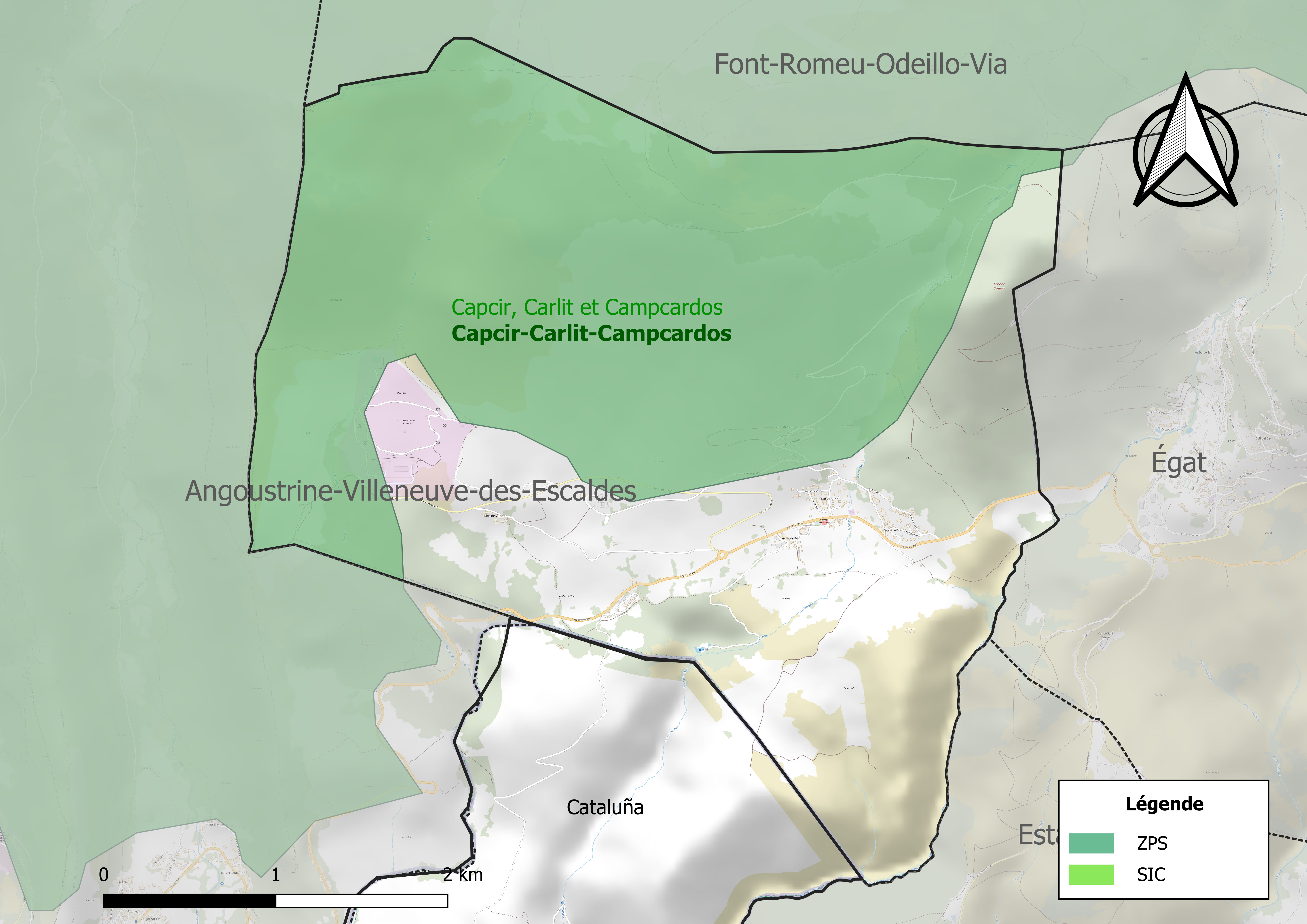
Site Natura 2000 sur le territoire communal.

Le réseau Natura 2000 est un réseau écologique européen de sites naturels d'intérêt écologique élaboré à partir des directives habitats et oiseaux, constitué de zones spéciales de conservation (ZSC) et de zones de protection spéciale (ZPS).
Le site Natura 2000 Capcir-Carlit-Campcardos couvre une superficie de 39 760 ha sur le territoire de quinze communes du département dont celle-ci, à la fois au titre de la directive habitats et de la directive oiseaux. Cette zone présente de nombreux habitats naturels alpins (pelouses, landes) et des milieux rocheux majoritairement siliceux et héberge certaines espèces d'intérêt communautaire : Botrychium simplex, Ligularia sibirica pour les plantes, Desman des Pyrénées et Loche pour les animaux. Au titre de la directive oiseaux, elle recèle une grande diversité d'habitats naturels se traduisant par un patrimoine ornithologique remarquable puisqu'elle accueille la plupart des espèces caractéristiques des zones de montagne, que ce soit parmi les rapaces (Gypaète barbu, Circaète Jean-le-Blanc, aigle royal, Faucon pèlerin), les galliformes (Lagopède, grand Tétras) ou les espèces forestières (Pic noir) et d'autres de milieux plus ouverts,.

#### Zones naturelles d'intérêt écologique, faunistique et floristique
L’inventaire des zones naturelles d'intérêt écologique, faunistique et floristique (ZNIEFF) a pour objectif de réaliser une couverture des zones les plus intéressantes sur le plan écologique, essentiellement dans la perspective d’améliorer la connaissance du patrimoine naturel national et de fournir aux différents décideurs un outil d’aide à la prise en compte de l’environnement dans l’aménagement du territoire.
Une ZNIEFF de type 1 est recensée sur la commune :
le « chaos granitique de Targasonne » (86 ha), couvrant 2 communes du département et deux ZNIEFF de type 2, : 
- la « Haute Cerdagne » (5 477 ha), couvrant 12 communes du département[19] ;
- le « Serrat des Loups » (9 330 ha), couvrant 9 communes du département[20].

Carte des ZNIEFF de type 1 et 2 à Targassonne.
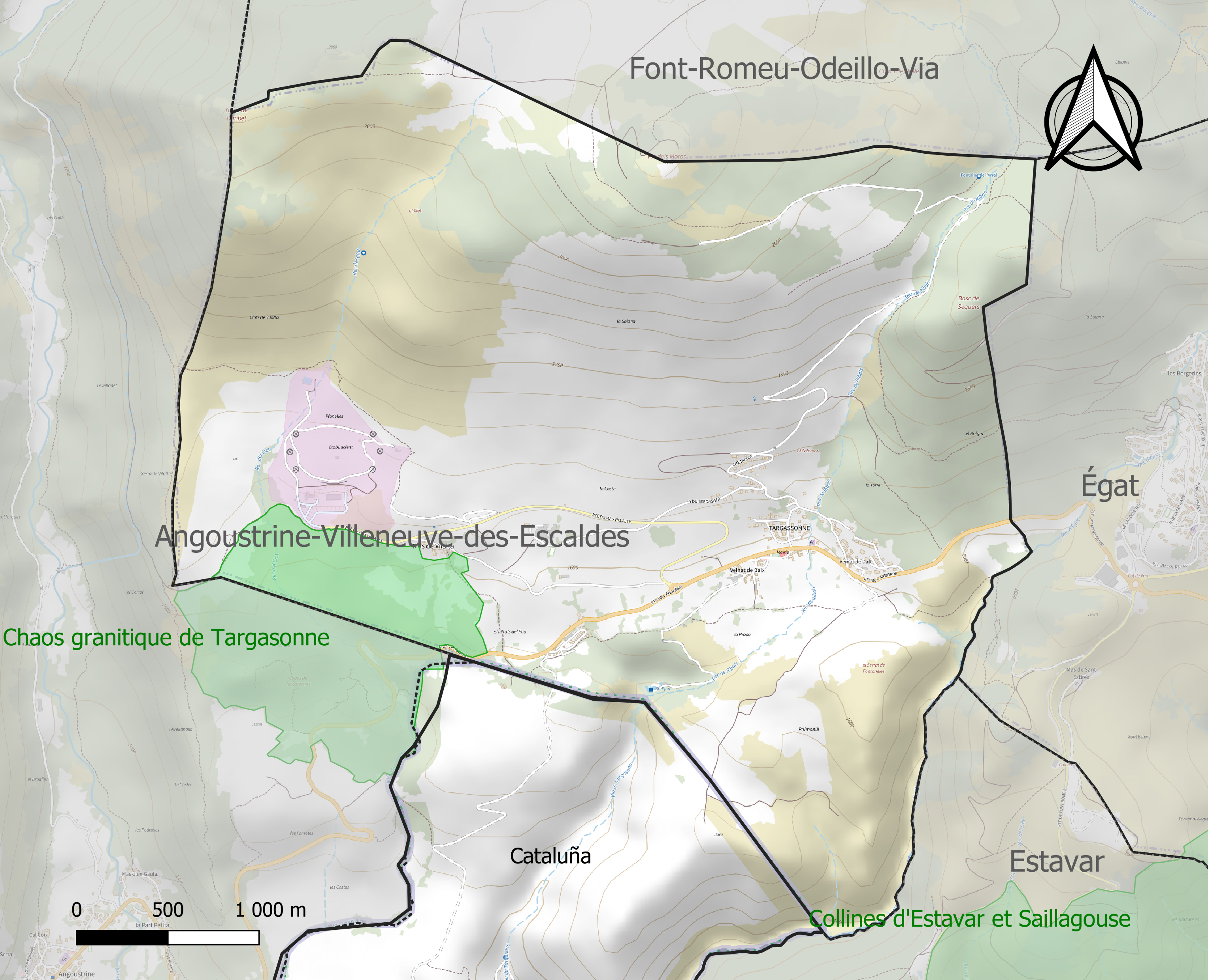
Carte de la ZNIEFF de type 1 sur la commune.
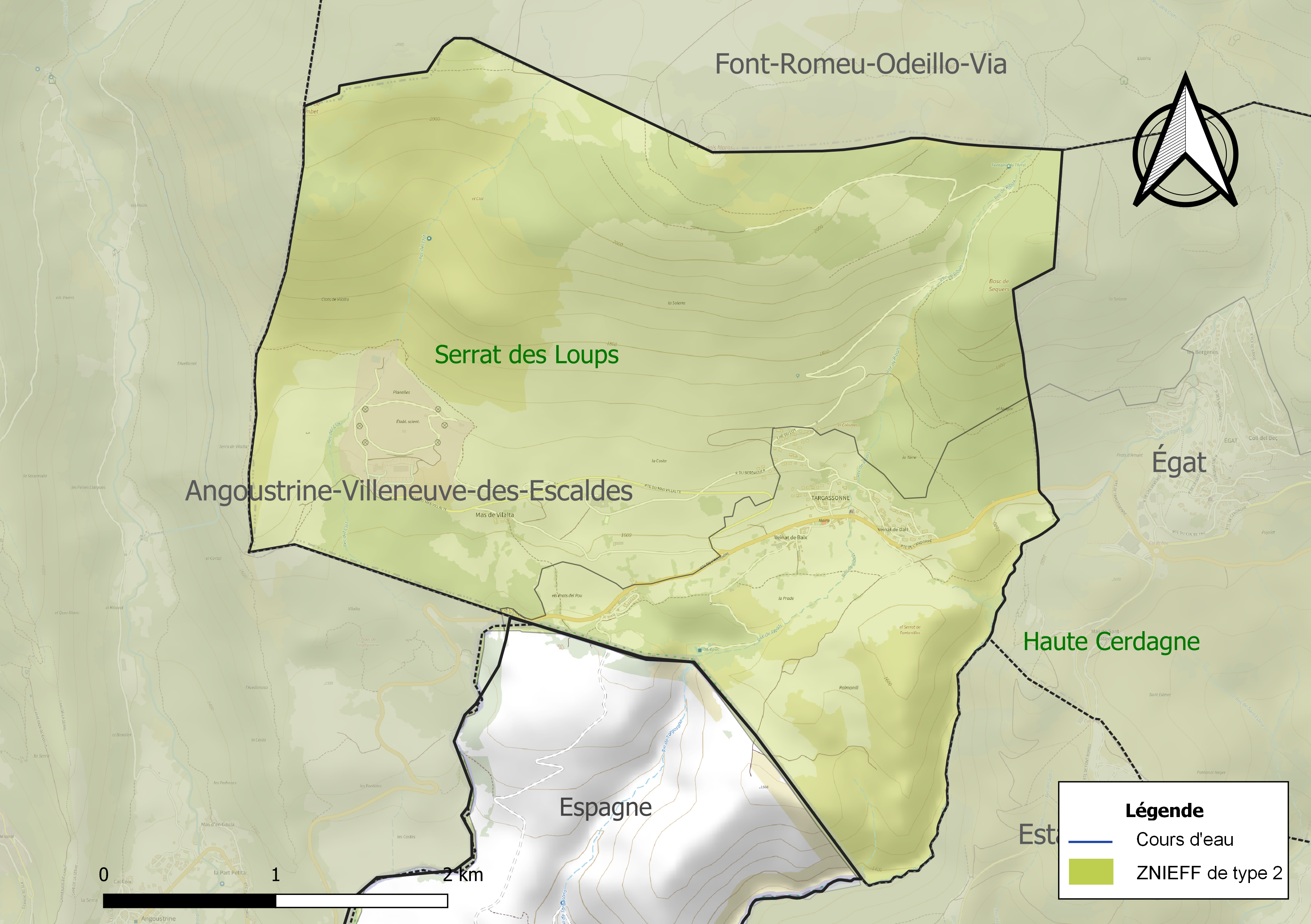
Carte des ZNIEFF de type 2 sur la commune.

## Urbanisme

### Typologie
Au 1er janvier 2024, Targasonne est catégorisée commune rurale à habitat dispersé, selon la nouvelle grille communale de densité à sept niveaux définie par l'Insee en 2022.
Elle est située hors unité urbaine et hors attraction des villes,.

### Occupation des sols

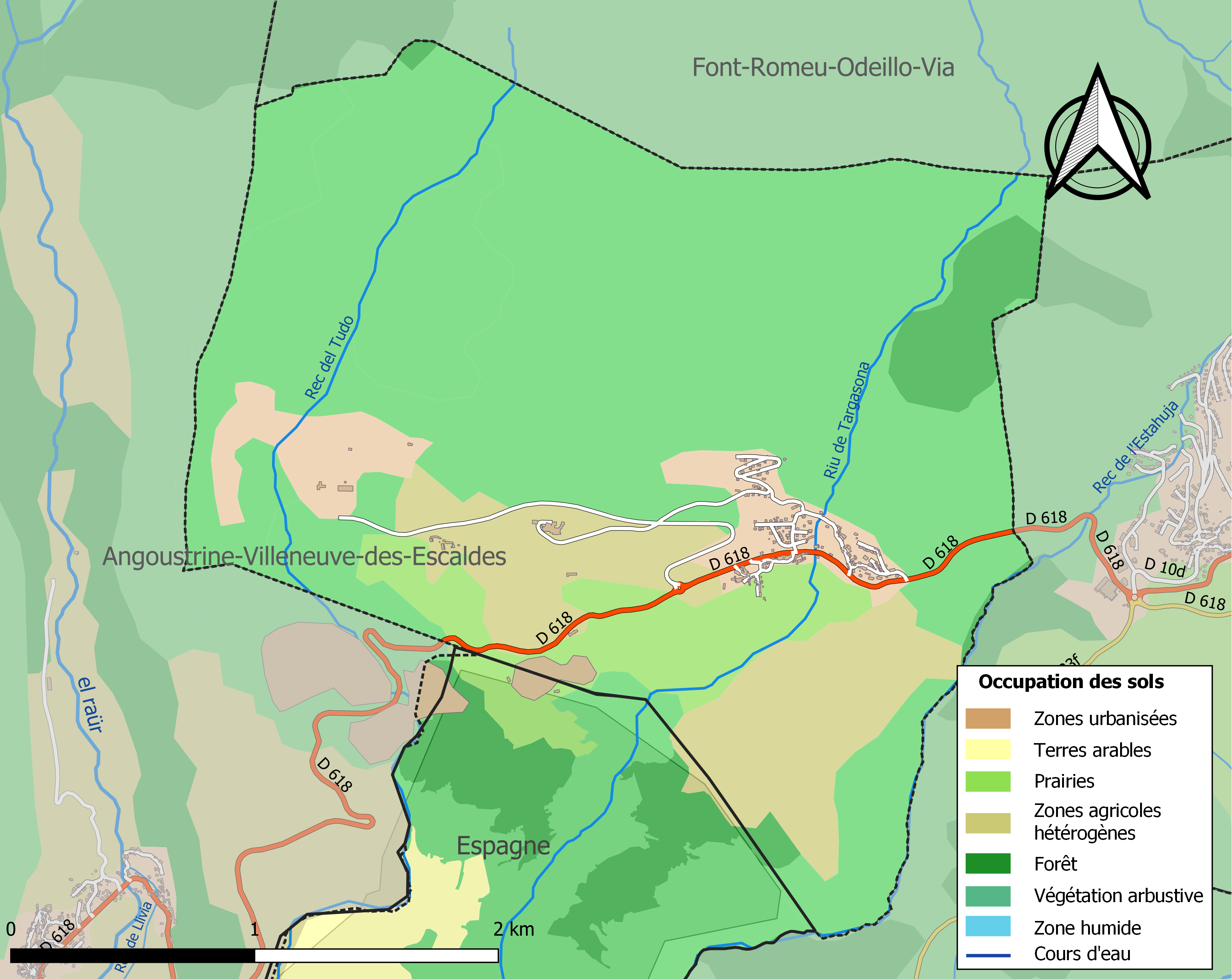
Carte des infrastructures et de l'occupation des sols de la commune en 2018 (CLC).

L'occupation des sols de la commune, telle qu'elle ressort de la base de données européenne d’occupation biophysique des sols Corine Land Cover (CLC), est marquée par l'importance des forêts et milieux semi-naturels (71,6 % en 2018), une proportion identique à celle de 1990 (71,6 %). La répartition détaillée en 2018 est la suivante : 
milieux à végétation arbustive et/ou herbacée (67,4 %), zones agricoles hétérogènes (14,1 %), prairies (7,5 %), forêts (4,2 %), zones urbanisées (3,5 %), espaces verts artificialisés, non agricoles (3,2 %).
L'IGN met par ailleurs à disposition un outil en ligne permettant de comparer l’évolution dans le temps de l’occupation des sols de la commune (ou de territoires à des échelles différentes). Plusieurs époques sont accessibles sous forme de cartes ou photos aériennes : la carte de Cassini (XVIIIe siècle), la carte d'état-major (1820-1866) et la période actuelle (1950 à aujourd'hui).

### Voies de communication et transports
La desserte ferroviaire de la commune est assurée par la ligne 560 (Porté-Puymorens - Gare de Perpignan) et la ligne 566 (Latour-de-Carol - Mont-Louis - Latour-de-Carol) du réseau régional des lignes intermodales d'Occitanie(liO).

### Énergie
Sur le site de la commun se trouve la centrale solaire Thémis, centre de recherche et développement ainsi que la centrale solaire productrice d'électricité pour le réseau d'électricité de France (EDF) en Cerdagne.

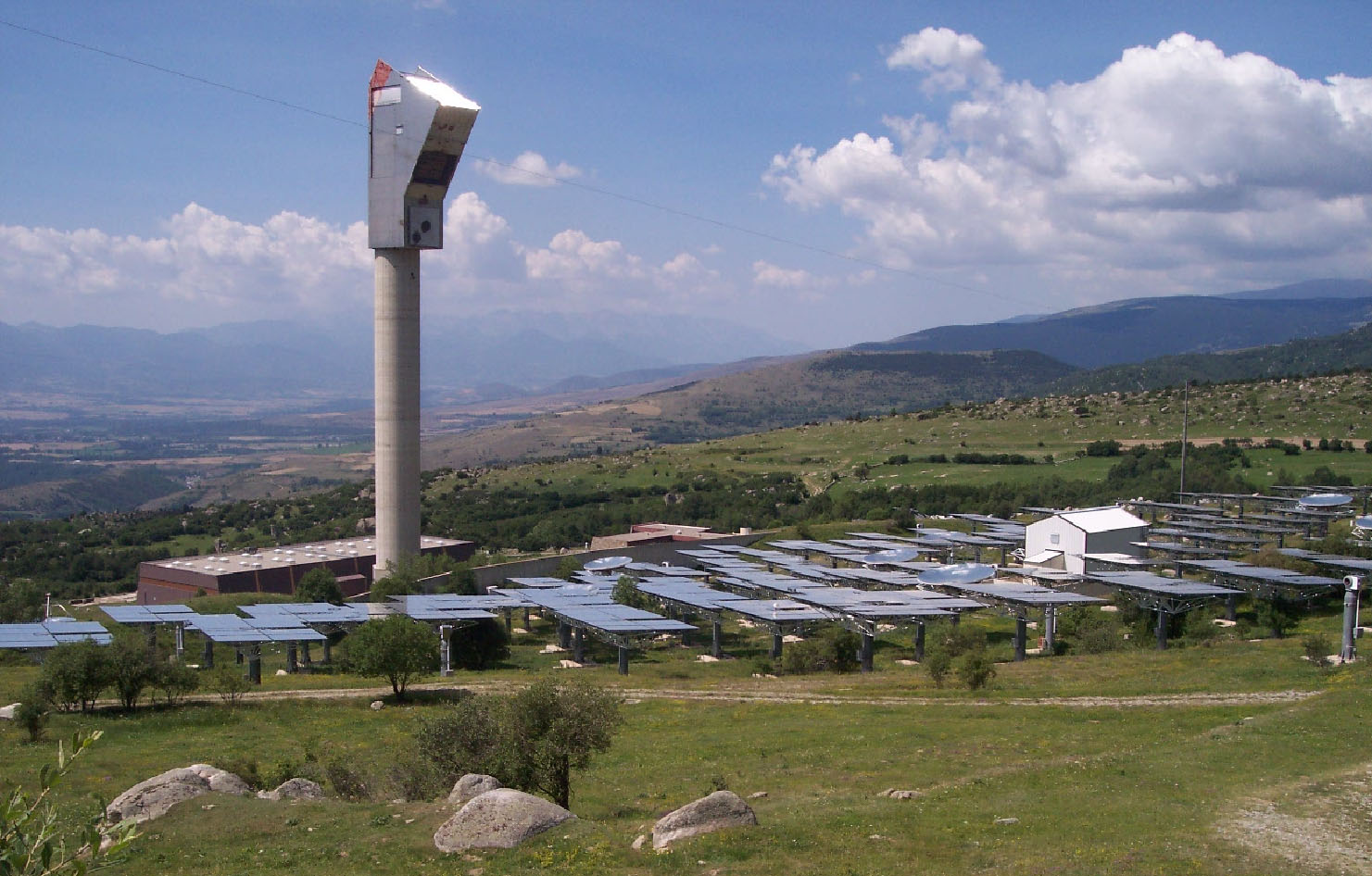
La centrale solaire Thémis.

### Risques naturels et technologiques
La commune est classée en zone de sismicité 4, correspondant à une sismicité moyenne.

## Toponymie

### Formes anciennes
La paroisse de Saint-Saturnin de Targasona est citée pour la première fois en 839.
En catalan, le nom de la commune est Targasona.

### Targassonne et Targasonne
Le nom officiel français jusqu'en 2021 est Targassonne, considéré comme erroné par les toponymistes de l’Institut d’Estudis Catalans de l'université de Perpignan, qui lui préfèrent Targasonne. La mairie de la commune utilise cette dernière forme, dont la prononciation ([targazɔn̩]) est plus proche de la forme catalane originelle ([təɾɣə'zonə]). En 2012, les panneaux routiers n'indiquent que cette dernière orthographe.
Au niveau national, on trouve aussi un décret de 2004 utilisant la graphie Targasonne.
Un décret du 30 décembre 2021, s'appuyant sur une délibération municipale de février 2021 officialise l'emploi de Targasonne.

## Histoire
C'est au Ve siècle av. J.-C. que les premiers habitants du village arrivent, du nom des Kéretanis, ils occupent la Cerdagne. Ils disparaissent et laissent leurs places aux Romains en -128, à la chute de l'Empire romain. Ce n'est qu'au temps des Carolingiens en 811 que le village crée son histoire[réf. nécessaire].
Régie par le système féodal de Charlemagne, la Cerdagne devient un comté, comme son voisin le Roussillon.
Deux chapelles dédiées à saint Vincent peuvent être observées.

## Politique et administration
À compter des élections départementales de 2015, la commune est incluse dans le nouveau canton des Pyrénées catalanes.

### Élections municipales et communautaires

#### Liste des maires
| Période                                  | Période                     | Identité          | Étiquette | Qualité |
| ---------------------------------------- | --------------------------- | ----------------- | --------- | ------- |
| Les données manquantes sont à compléter. |                             |                   |           |         |
| mars 2001                                | 2014                        | Jean-Pierre Will  |           |         |
| 2014                                     | En cours (au 30 avril 2014) | Maurice de Gerona |           |         |

## Équipements et services publics
→ Conseils pour la rédaction de cette section.

### Enseignement
L'école est un regroupement pédagogique intercommunal entre Égat et Targasonne. Égat accueille l'école primaire de la maternelle au CE1, et Targasonne l'école élémentaire du CE2 au CM2. L'école est située au bourg, en face de la mairie.

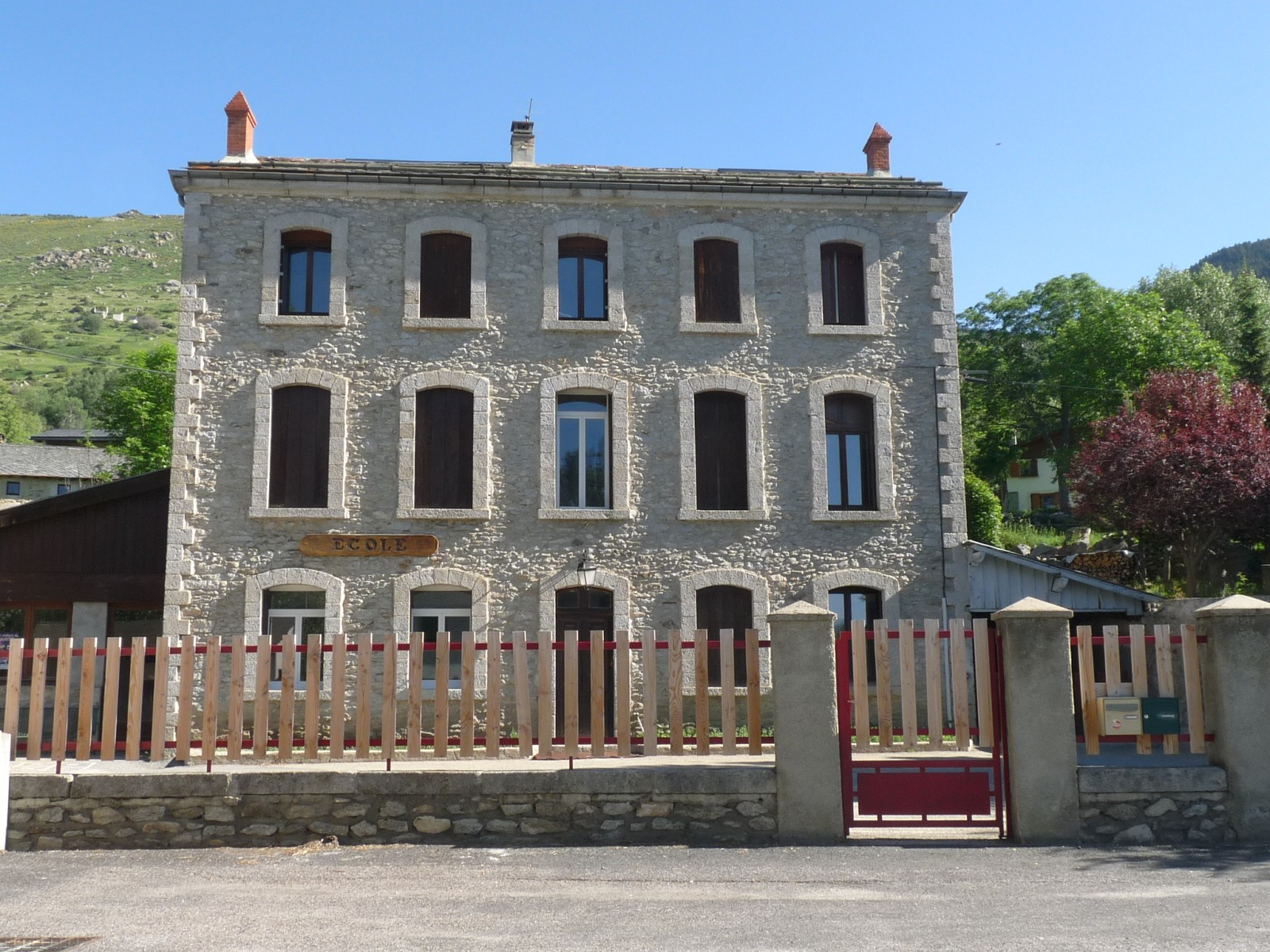
L'école communale.

Le secteur du collège est Font-Romeu.

## Population et société

### Démographie
Ses habitants sont appelés les Targasonnais.

#### Démographie ancienne
La population est exprimée en nombre de feux (f) ou d'habitants (H).
| 1358 | 1365 | 1378 | 1515 | 1553 | 1709 | 1720 | 1767 | 1774 |
| ---- | ---- | ---- | ---- | ---- | ---- | ---- | ---- | ---- |
| 46 f | 16 f | 19 f | 9 f  | 9 f  | 24 f | 20 f | 93 H | 17 f |

| 1788  | 1789 | - | - | - | - | - | - | - |
| ----- | ---- | - | - | - | - | - | - | - |
| 120 H | 18 f | - | - | - | - | - | - | - |

- 1358 et 1365 : pour Targassonne et Villate ;
- 1378 : dont 4 f pour Villate ;
- 1553 : pour Targassonne et Palmanill ;
- 1720 : pour Targassonne et Palmanill.

#### Démographie contemporaine
L'évolution du nombre d'habitants est connue à travers les recensements de la population effectués dans la commune depuis 1793. Pour les communes de moins de 10 000 habitants, une enquête de recensement portant sur toute la population est réalisée tous les cinq ans, les populations de référence des années intermédiaires étant quant à elles estimées par interpolation ou extrapolation. Pour la commune, le premier recensement exhaustif entrant dans le cadre du nouveau dispositif a été réalisé en 2004.

En 2022, la commune comptait 194 habitants, en évolution de +7,18 % par rapport à 2016 (Pyrénées-Orientales : +3,92 %, France hors Mayotte : +2,11 %).
| 1793 | 1800 | 1806 | 1821 | 1831 | 1836 | 1841 | 1846 | 1851 |
| ---- | ---- | ---- | ---- | ---- | ---- | ---- | ---- | ---- |
| 117  | 82   | 97   | 161  | 117  | 141  | 135  | 120  | 160  |

| 1856 | 1861 | 1866 | 1872 | 1876 | 1881 | 1886 | 1891 | 1896 |
| ---- | ---- | ---- | ---- | ---- | ---- | ---- | ---- | ---- |
| 146  | 152  | 158  | 130  | 137  | 115  | 121  | 110  | 132  |

| 1901 | 1906 | 1911 | 1921 | 1926 | 1931 | 1936 | 1946 | 1954 |
| ---- | ---- | ---- | ---- | ---- | ---- | ---- | ---- | ---- |
| 132  | 154  | 136  | 98   | 94   | 99   | 96   | 87   | 89   |

| 1962 | 1968 | 1975 | 1982 | 1990 | 1999 | 2004 | 2006 | 2009 |
| ---- | ---- | ---- | ---- | ---- | ---- | ---- | ---- | ---- |
| 83   | 71   | 65   | 93   | 133  | 203  | 194  | 198  | 201  |

| 2014 | 2019 | 2022 | - | - | - | - | - | - |
| ---- | ---- | ---- | - | - | - | - | - | - |
| 179  | 195  | 194  | - | - | - | - | - | - |

| selon la population municipale des années : | 1968 | 1975 | 1982 | 1990 | 1999 | 2006 | 2009 | 2013 |
| Rang de la commune dans le département      | 179  | 187  | 150  | 152  | 148  | 146  | 146  | 148  |
| Nombre de communes du département           | 232  | 217  | 220  | 225  | 226  | 226  | 226  | 226  |

### Manifestations culturelles et festivités
- Fête patronale : 29 novembre[44].

### Sports et loisirs
Dans la commune, on trouve un site de parapente au pic des Mauroux et un site d'escalade qui est le deuxième site de bloc de France après celui de Fontainebleau.
La commune dispose d'une piscine couverte près de la mairie.

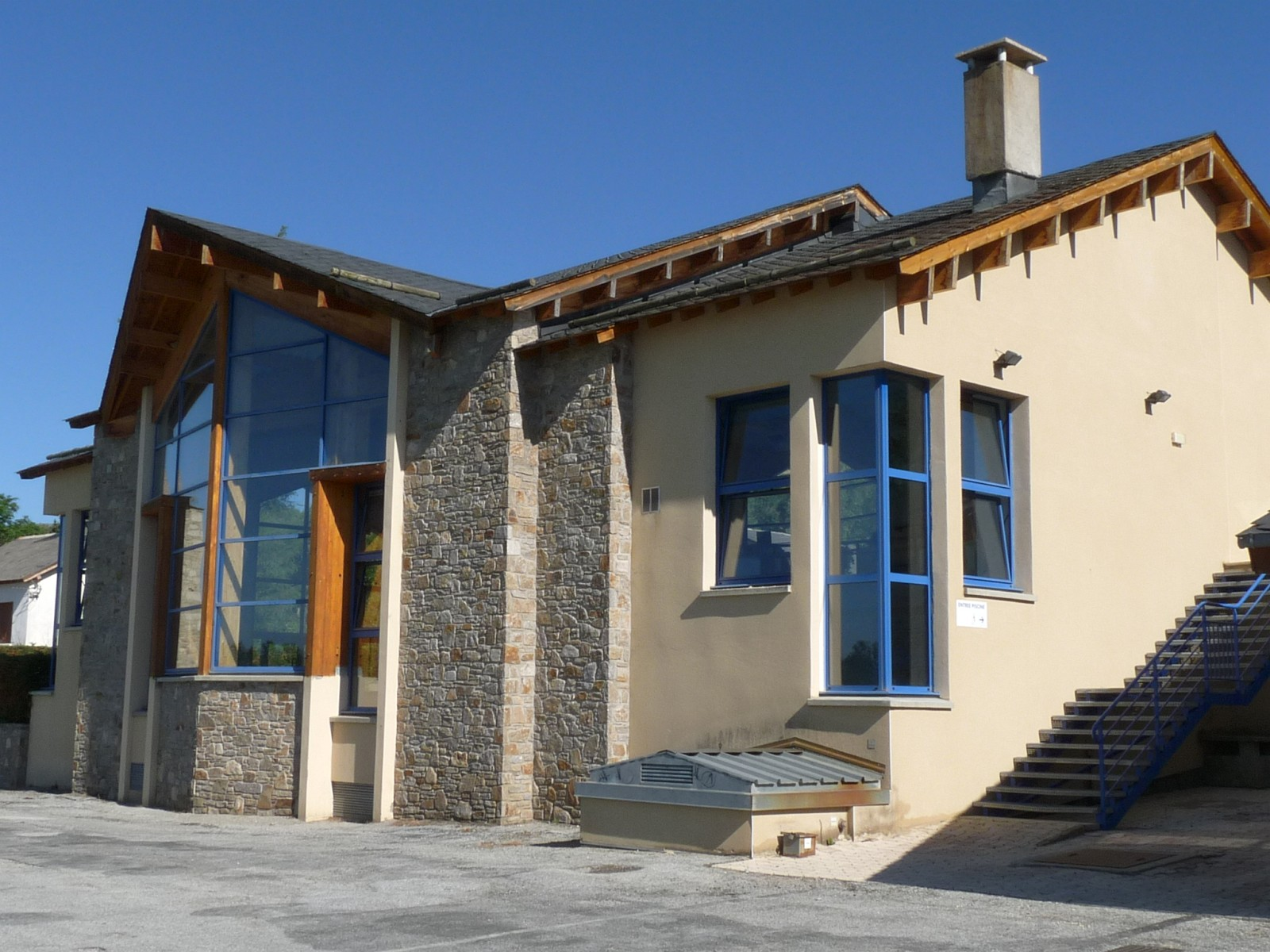
La piscine.

## Économie
→ Conseils pour la rédaction de cette section.

### Revenus de la population et fiscalité
En 2018, le revenu fiscal médian par ménage était de 20 850 €.

## Culture locale et patrimoine

### Lieux et monuments
La commune abrite deux églises romanes :
- l'église paroissiale Saint-Saturnin,
- l'ancienne église Saint-Vincent de Vilalta, aujourd'hui désaffectée (Vilalta est un ancien village)[47].

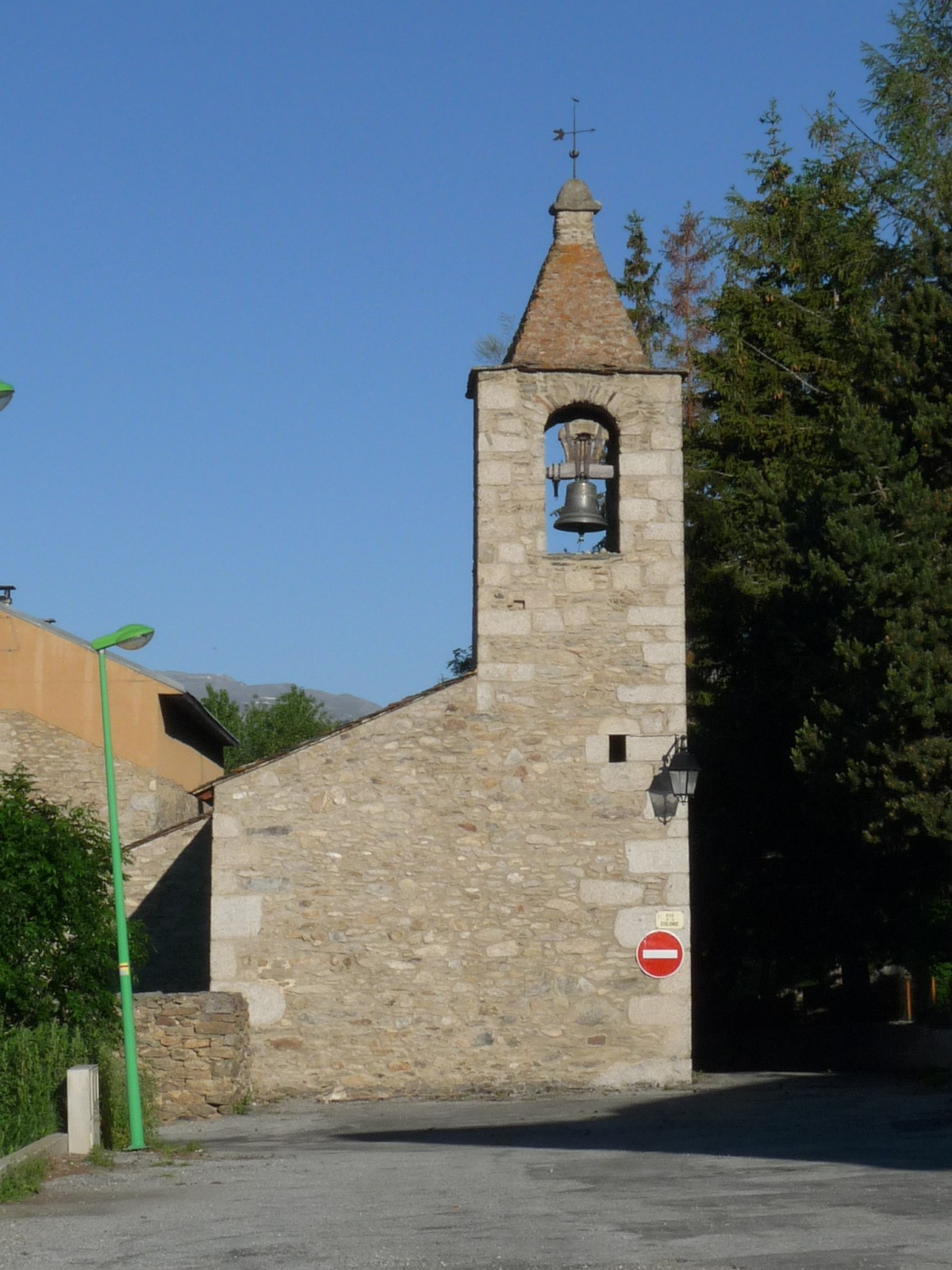
L'église Saint-Saturnin.
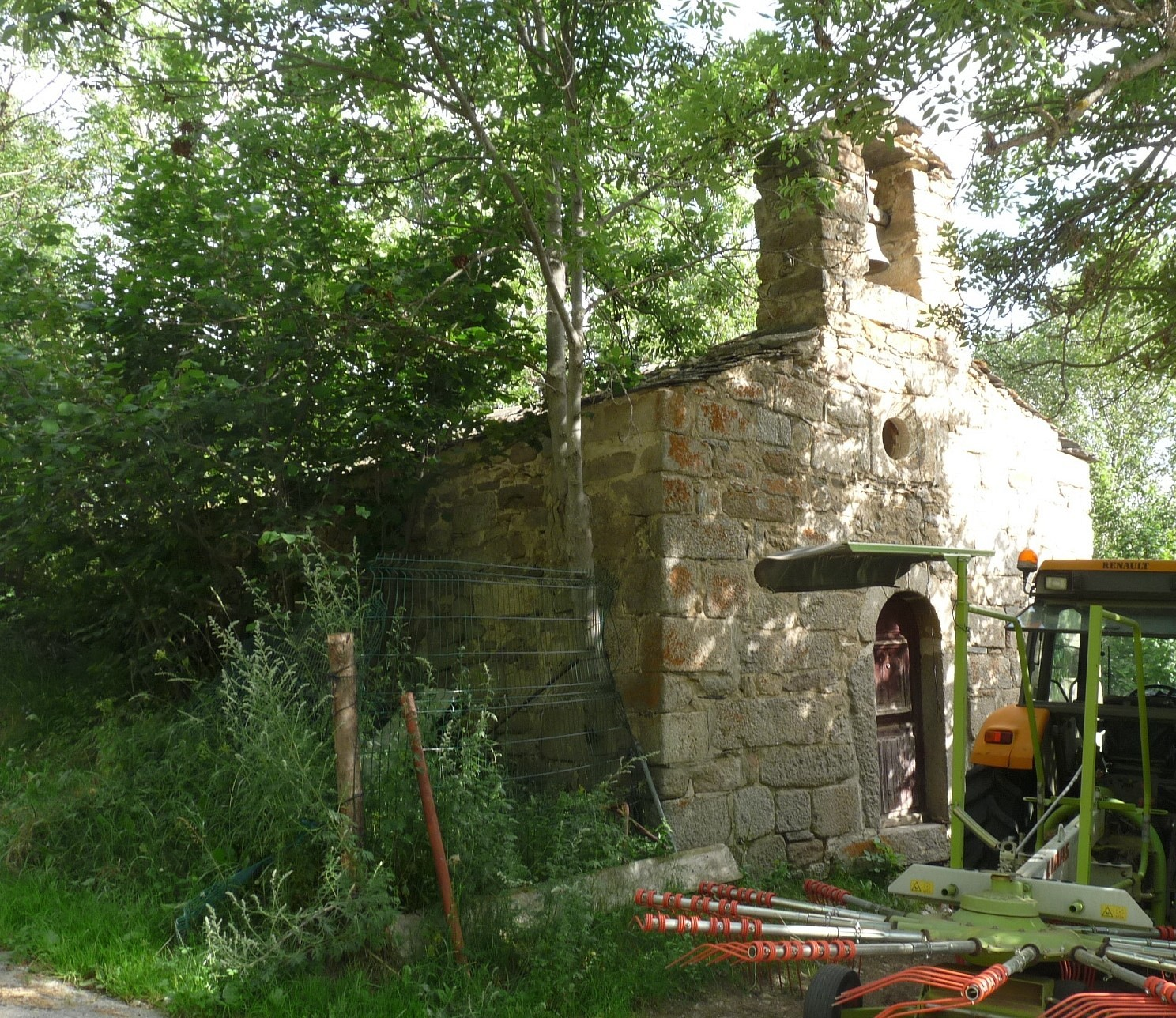
Église Saint-Vincent de Vilalta.

### Personnalités liées à la commune
- Patrick Berhault, grimpeur et alpiniste, a ouvert des blocs dans le chaos, encore aujourd'hui reconnaissable[48].